# راجولا
راجولا (به انگلیسی: Rajula) یک منطقهٔ مسکونی در هند است که در Rajula Taluka واقع شده‌است. راجولا ۱٬۵۰٬۰۰۰ نفر جمعیت دارد و ۴۱ متر بالاتر از سطح دریا واقع شده‌است.